# Carlos Salamanca
Carlos Salamanca (Bogota, 15. siječnja 1983. - ) je profesionalni kolumbijski tenisač, koji se natječe od 2001. godine. Visok je 196 centimetara i igra lijevom rukom (dvoručni backhand). Najveći uspjeh karijere mu je osvajanje srebrne medalje na Južnoameričkim igrama u Santiagu 2014. godine u pravoima sa sunarodnjakom Nicolásom Barrientosom. Bez većih ostvarenih uspjeha nastupa na mnogo ATP turnira, a u spješniji je u pojedinačnoj kategoriji, gdje mu je najviši "ranking" na ATP ljestivici 137. mjesto (16. kolovoza 2010.), dok u parovima ima 221. mjesto (14. listopada 2013.). 

## Južnoameričke igre

### Parovi - finale (1)
| Medalja | Nadnevak | Turnir   | Partner            | Suparnici u finalu             | Rezultat        |
| srebro  | 2014.    | Santiago | Nicolás Barrientos | Guido Andreozzi Facundo Bagnis | 6:7 (5:7) , 5:7 |